# Tomasz Radziwon
Tomasz Radziwon (ur. 29 sierpnia 1980 w Olsztynie) – polski piłkarz występujący na pozycji pomocnika.
Pierwsze kroki w seniorskim futbolu Radziwon stawiał w Sokole Ostróda. Dobra postawa piłkarza w tym zespole zaowocowała w 1996 roku transferem do I-ligowego wówczas Stomilu Olsztyn. W polskiej ekstraklasie Radziwon zadebiutował 24 maja 1997 r. wyjazdowym meczu przeciwko Odrze Wodzisław. Przez kolejne ponad 4 lata rozegrał 45 I-ligowych spotkań w barwach olsztyńskiego zespołu.
Po spadku Stomilu do II ligi zawodnik znalazł pracę w Pogoni Szczecin. W klubie tym spędził kolejny sezon. Rozegrał wówczas 13 spotkań na szczeblu ekstraklasy. Jesienią 2003 roku Radziwon znalazł się ponownie w kadrze Sokoła Ostróda, natomiast na wiosnę roku następnego był już piłkarzem Drwęcy Nowe Miasto Lubawskie.
W sezonie 2004/2005 Tomasz Radziwon reprezentował z kolei barwy Szczakowianki Jaworzno, a w kolejnych rozgrywkach DKS Dobre Miasto. W związku z tym, iż klub nie uzyskał awansu do III ligi, Radziwon nie przedłużył kontraktu i pozostawał bez klubu. Wiosną 2009 roku występował w Kormoranie Zwierzewo (II grupa warmińsko-mazurskiej ligi okręgowej).